# Rette mich
"Rette Mich" (Rescata'm) és el tercer single de la banda alemanya de rock Tokio Hotel, de l'àlbum Schrei (2005). Existeix la versió en anglès de la cançó, i s'anomena "Rescue me". Va ser gravada pel seu tercer àlbum d'estudi Scream.

## Formats i cançons
These are the formats and track listings of major single releases of "Rette mich".
- Singles en CD

1. "Rette mich" (versió en vídeo) - 3:49
2. "Rette mich" (versió acústica) - 3:42

- Singles en CD maxi

1. "Rette mich" (versió en vídeo) - 3:49
2. "Rette mich" (versió acústica) - 3:42
3. "Thema Nr. 1" (demo 2003) - 3:14
4. "Rette mich" (vídeo)
5. "Durch den Monsun" (vídeo en directe)

## Posició a les llistes de vendes
| Llista (2007)        | Posició més alta |
| -------------------- | ---------------- |
| Ö3 Austria Top 40    | 1                |
| German Singles Chart | 1                |
| Swiss Singles Chart  | 6                |